# 昌州街道 (重庆市)
昌州街道，是中华人民共和国重庆市荣昌区下辖的一个乡镇级行政单位。

## 行政区划
昌州街道下辖以下地区：
板桥社区、杜家坝社区、黄金坡社区、海螺社区、宝城寺社区、油栎社区、八角井村、七宝岩村、红岩坪村和石河村。